# Ricardo Reynolds
San Ricardo Reynolds (Devon, c. - Londres, 4 de mayo de 1535) fue un monje de la orden brigidina inglés ejecutado por negarse a acatar el Juramento de supremacía del rey Enrique VIII de Inglaterra. Fue canonizado por el papa Pablo VI en 1970, entre los cuarenta mártires de Inglaterra y Gales.

## Vida
Fue martirizado junto con los priores cartujos John Houghton, Robert Lawrencey y Augustine Webster mediante el procedimiento de colgado, arrastrado y descuartizado en las horcas de Tyburn, cerca de Londres. Los miembros del cuerpo de Reynolds, el primer hombre en rechazar el juramento, fueron cortados en pedazos y colgados en diferentes partes de Londres.